# Horses
Horses é o álbum de estreia da vocalista norte-americana Patti Smith. Lançado em 13 de dezembro de 1975, pela Arista Records. Com sua revolucionária mistura de poesia com rock and roll, Horses tem sido visto pelos críticos como um dos maiores e mais influentes álbuns da história do movimento punk rock americano, além de um dos maiores álbuns de todos os tempos. Também foi citado como uma influência fundamental em vários atos sucessivos de punk rock, post-punk e rock alternativo. A obra que marca a transição entre duas gerações, do rock clássico para o punk.
Na época de seu lançamento, Horses teve um modesto sucesso comercial e ficou no top 50 da parada de álbuns americana Billboard 200, sendo amplamente aclamado pela crítica musical. Reconhecido como uma gravação seminal na história do punk e movimentos posteriores do rock, Horses tem aparecido freqüentemente em listas profissionais dos melhores álbuns de todos os tempos. Em 2009, foi selecionado pela Biblioteca do Congresso para preservação no Registro Nacional de Gravações como uma obra "cultural, histórica ou esteticamente significativa".

## Antecedentes
Em 1975, Patti Smith e sua banda se estabeleceram como um ato favorito na cena underground de Nova York, e a banda chamou atenção de Clive Davis, que estava procurando novos talentos para assinar com sua nova gravadora, a Arista Records, e depois ofereceu a Smith um contrato para gravar com a gravadora, sete álbuns pelo selo. As gravações de Horses começaram mais tarde naquele ano. Smith manteve sua banda de apoio: Jay Dee Daugherty na bateria, Lenny Kayeon na guitarra, Ivan Kral no baixo, e Richard Sohl nos teclados. Smith alistou o músico galês John Cale, ex-integrante do The Velvet Underground, para ser produtor do álbum, pois ela ficou impressionada com o som cru de seus próprios álbuns, como em Fear.
De acordo com Smith, Horses era uma tentativa consciente "de fazer um álbum que faria certos tipos de pessoas não se sentirem sozinhas. Pessoas como eu, diferentes... eu não estava visando o mundo todo. Não estava tentando fazer um álbum de sucesso". O título Horses refletia o desejo de Smith por um rejuvenescimento da música rock, que ela descobriu ter ficado "calmo" em reação à turbulência social da década de 1960 e à morte de vários músicos de rock proeminentes.  Ela elaborou: "Psicologicamente, em algum lugar de nossos corações, estávamos todos confusos porque aquelas pessoas morreram ... Todos nós tivemos que nos recompor. Para mim, é por isso que nosso álbum se chama Horses. Tivemos que puxar as rédeas para nos recarregarmos ... Nós nos recompusemos. É hora de soltar os cavalos novamente. Estamos prontos para começar a nos mover novamente. " 

## Gravação
Arista arranjou para Smith começar a gravar Horses em agosto de 1975. Smith sugeriu inicialmente que o álbum deveria ser produzido por Tom Dowd. Planos foram feitos para reservar um tempo de estúdio com Dowd no Criteria em Miami, mas estes foram complicados por seu relacionamento com a gravadora rival Atlantic Records. No entanto, Smith mudou de ideia e, em vez disso, decidiu recrutar o músico galês John Cale, ex -Velvet Underground, para produzir Horses. Cale, que já havia visto Smith se apresentar ao vivo e conhecia seu baixista Ivan Král, aceitou. 
Horses foi gravado no Electric Lady Studios em Nova York, com Smith mantendo a mesma banda de apoio com a qual tocou ao vivo - Jay Dee Daugherty na bateria, Lenny Kaye na guitarra, Ivan Král no baixo e Richard Sohl nos teclados. Cale lembrou que a banda inicialmente "soava horrível" e tocava desafinada devido ao uso de instrumentos danificados, forçando-os adquirirem novos instrumentos para a banda antes do trabalho no álbum começar. As diferenças entre a ética de trabalho de Cale, que era um artista experiente, e de Smith, que nesse ponto era principalmente uma intérprete ao vivo, tornaram-se aparentes no início da gravação e foram uma fonte de tensão entre os dois artistas, que frequentemente argumentou no estúdio. 
Os únicos músicos convidados em Horses foram Allen Lanier do Blue Öyster Cult e Tom Verlaine da Television. Cale desejava aumentar o desempenho da banda em certas músicas com cordas, mas Smith se opôs veementemente a essa ideia. Lanier, que era namorado de Smith na época, não se dava bem com Cale e particularmente com Verlaine. Essa tensão culminou com Lanier e Verlaine entrando em uma briga física durante a sessão de gravação final, realizada em 18 de setembro.
Cale disse em 1996 que Smith inicialmente lhe pareceu "alguém com uma boca incrivelmente volátil que poderia lidar com qualquer situação" e que, como produtor de Horses, ele queria capturar a energia de suas apresentações ao vivo, observando que "havia muito poder no uso da linguagem por Patti, na maneira como as imagens colidiam umas com as outras."  Ele descreveu sua relação de trabalho durante a gravação como "confrontadora e muito parecida com uma força imutável encontrando um objeto imóvel". Smith mais tarde atribuiu grande parte da tensão entre ela e Cale à sua inexperiência com gravação formal em estúdio, lembrando que ela era "muito, muito desconfiada, muito reservada e difícil de trabalhar".

## Estilo Musical
Smith caracterizou Horses como " uma rocha de três acordes fundida com o poder da palavra". Lior Phillips, do Consequence of Sound, notou uma qualidade minimalista no álbum que, segundo ela, refletia o som do movimento punk rock nascente. O autor Joe Tarr identificou uma sensibilidade punk na dependência da música em progressões de acordes simples, enquanto William Ruhlmann do AllMusic citou a guitarra rudimentar de Lenny Kaye, o "espírito anárquico" dos vocais de Smith e a natureza emocionalmente carregada de Smith letras como representativas do punk. Tarr escreveu que a banda "ostentava com orgulho uma estética de rock de garagem " e que Smith "cantava com o lançamento delirante de um amador inspirado", enfatizando a "paixão honesta" sobre a proficiência técnica.  Os vocais de Smith no álbum alternam entre serem cantados e falados , uma abordagem que, de acordo com Peter Murphy da Hot Press, "desafiou a própria noção de uma demarcação" entre as duas formas.
Steve Huey, crítico do AllMusic, observou que Horses pegaram emprestado ideias da vanguarda , com a música apresentando a interação e improvisação inspiradas no free jazz da banda, enquanto ainda permanecia "firmemente enraizado no rock & roll de três acordes".  Ele chamou de Horses "essencialmente o primeiro álbum de arte punk ." Smith e a propensão de sua banda para improvisação os diferenciava da maioria de seus contemporâneos punk, cujas canções raramente divergiam de estruturas simples de três acordes. Em todos as canções de Horses, eles também temperaram seu som punk com elementos de outros estilos musicais, equilibrando canções de rock mais convencionais com excursões ao reggae e jazz.

## Letras
Fiona Sturges, do The Guardian, descreveu as letras de Smith em Horses como sendo imersas em "frases e imagens intrincadas" que "deliberadamente confundiam os limites entre o punk e a poesia". O escritor do CMJ, Steve Klinge descobriu que as letras do álbum relembram a energia da poesia beat e o "espírito revolucionário" do poeta francês Arthur Rimbaud, uma das principais influências de Smith. Patti baseou-se em diferentes fontes de inspiração lírica em Horses, com algumas canções sendo autobiográficas e outras enraizadas em sonhos e cenários fantásticos. Ela deixou os gêneros dos protagonistas das canções ambíguos, uma escolha estilística que ela disse ter sido "aprendida com Joan Baez, que muitas vezes cantava canções que tinham um ponto de vista masculino", ao mesmo tempo que servia como uma declaração "de que como artista, posso tome qualquer posição, qualquer voz, que eu quiser".
As experiências de Smith com sua família inspiraram certas canções em Horses.  "Redondo Beach", cuja letra diz respeito a uma mulher que comete suicídio após uma briga com o narrador da canção, foi escrita por Smith após um incidente envolvendo ela e sua irmã Linda. As irmãs entraram em uma discussão acalorada, o que levou Linda a deixar seu apartamento compartilhado e não retornar até o dia seguinte. Em "Kimberly" é uma dedicatória a irmã mais nova de Smith, e encontra a cantora contando uma memória de infância de segurar Kimberly em seus braços durante uma tempestade com raios. Na canção "Free Money", Smith descreve como cresceu na pobreza em Nova Jersey e relembra sua mãe fantasiando sobre ganhar na loteria. 
Smith escreveu outras canções sobre figuras públicas notáveis. "Birdland" foi inspirado por A Book of Dreams, um livro de memórias de 1973 do psicanalista austríaco Wilhelm Reich por seu filho Peter, e gira em torno de uma narrativa na qual Peter, no funeral de seu pai, imagina partindo em um OVNI pilotado pelo espírito de seu pai. "Break It Up" foi escrita sobre Jim Morrison, vocalista dos Doors. A letra da letra é baseada na lembrança de Smith de sua visita ao túmulo de Morrison no cemitério Père Lachaise, bem como um sonho em que ela testemunhou Morrison preso a uma laje de mármore, tentando e eventualmente conseguindo se libertar da pedra. "Elegie" é um réquiem para o músico de rock Jimi Hendrix, incorporando uma linha de sua canção " 1983 ... (A Merman I Should Turn to Be) ". Foi gravado, a pedido de Smith, no quinto aniversário da morte de Hendrix, que caiu em 18 de setembro, o último dia de gravação. Smith disse que a canção também pretendia homenagear outros músicos de rock falecidos, como Jim Morrison, Brian Jones e Janis Joplin. 
Duas canções em Horses são adaptadas. "Gloria", uma reformulação radical da canção Them incorporando versos do próprio poema de Smith chamado Oath, e "Land", já uma das favoritas ao vivo, que apresenta o primeiro verso de "Land of a Thousand Dances" de Chris Kenner.  Em "Land", Smith tece as imagens da canção de Kenner em uma narrativa elaborada sobre um personagem chamado Johnny - uma alusão ao protagonista homoerótico de nome semelhante do romance de 1971 de William S. Burroughs, The Wild Boys- ao mesmo tempo que faz referência adicional a Arthur Rimbaud e, menos diretamente, Jimi Hendrix, que Smith imaginou ser o protagonista da música, "sonhando com uma música rock-and-roll simples, e isso o leva a todos esses outros reinos."  A caracterização de Johnny em "Land" também foi inspirada pelo amigo íntimo de Smith, Robert Mapplethorpe, que mergulhou na cena S&M de Nova York. Em seu livro de memórias Just Kids (2012), Smith se refere a Mapplethorpe e Burroughs, sentados juntos no CBGB, como "Johnny e o cavalo". 

## Capa
A fotografia da capa de Horses foi tirada por Robert Mapplethorpe na cobertura de Greenwich Village de seu parceiro Sam Wagstaff. Smith, envolta em luz natural, é vista vestindo uma camisa branca simples, que ela comprou em uma loja do Exército da Salvação em Bowery, e pendurando uma jaqueta preta sobre o ombro e sua fita preta favorita em volta do colarinho. Embutido na jaqueta está um broche de cavalo que Allen Lanier deu a ela. Smith descreveu sua aparência como uma lembrança do poeta francês Charles Baudelaire, na tipóia da jaqueta, o cantor e ator americano Frank Sinatra.  Ela lembrou que Mapplethorpe "tirou, tipo, doze fotos, e por volta da oitava, ele disse, 'Eu tenho.' Eu disse: 'Como você sabe?' e ele disse: 'Eu simplesmente sei', e eu disse: 'Tudo bem.' E foi isso.".
O tratamento em preto e branco e a pose andrógina eram um afastamento das imagens promocionais típicas das cantoras da época. Os executivos da Arista queriam fazer várias alterações na fotografia, mas Smith rejeitou suas sugestões. Clive Davis escreveu mais tarde que ele estava inicialmente em conflito sobre a imagem, reconhecendo seu "poder", mas sentindo que confundiria o público não familiarizado com Smith e seu estilo de música.  Ele colocou de lado suas reservas e aprovou a capa depois de perceber que precisava "confiar totalmente em seus instintos artísticos". 
A escritora feminista Camille Paglia mais tarde se referiu à fotografia da capa de Horses como "uma das melhores fotos já tiradas de uma mulher". Em 2017, a apresentadora do World Cafe, Talia Schlanger escreveu que "a androginia implacável de Smith é anterior a uma época em que estava em voga ou mesmo uma opção disponível para as mulheres e representa um momento seminal na reversão do olhar feminino. Smith está olhando para você, e não poderia me importar menos com o que você pensa sobre olhar para ela. Isso foi radical para uma mulher em 1975. Ainda é radical hoje." A própria Smith afirmou que não pretendia fazer uma "grande declaração" com a capa, que ela disse simplesmente refletir a maneira como se vestia. "Eu não estava pensando que iria quebrar qualquer barreira. Eu apenas gosto de me vestir como Baudelaire", ela comentou em 1996. 

## Recepção
Em 18 de setembro de 1975, o mesmo dia em que terminaram a gravação de Horses, Smith e sua banda fizeram um show ao vivo para promover o próximo álbum em uma convenção da Arista Records, onde foram apresentados pessoalmente por Clive Davis. Eles apresentaram uma amostra de cinco canções do álbum: "Birdland", "Redondo Beach", "Break It Up", "Land" e, como bis, "Free Money". Em um relato contemporâneo, a jornalista Lisa Robinson relatou que a performance foi recebida com uma resposta "extática" dos executivos da Arista presentes. Horses foi lançado em 10 de novembro de 1975. Comercialmente, apesar de receber pouco airplay de rádio, nos Estados Unidos, Horses alcançou a posição 47 na parada de álbuns da Billboard 200, permanecendo na parada por 17 semanas. O álbum também conseguiu posições nas paradas na Austrália, onde alcançou a posição 80; Canadá, onde atingiu o número 52; e na Holanda, onde alcançou a posição 18. "Gloria" foi lançada como single em abril de 1976. O cover de Smith para a cançao da banda The Who " My Generation", tocado ao vivo em Cleveland, serviu como o lado B do single.
| Críticas profissionais        | Críticas profissionais |
| Avaliações da crítica         | Avaliações da crítica  |
| Fonte                         | Avaliação              |
| ----------------------------- | ---------------------- |
| AllMusic                      | 5 de 5 estrelas.       |
| Chicago Tribune               | 4 de 4 estrelas.       |
| Christgau´s Record Guide      | A                      |
| Mojo                          | 5 de 5 estrelas.       |
| NME                           | 9/10                   |
| Q                             | 5 de 5 estrelas.       |
| Rolling Stone                 | 5 de 5 estrelas.       |
| The Rolling Stone Album Guide | 5 de 5 estrelas.       |
| Spin                          | 5 de 5 estrelas.       |
| Spin Alternative Record Guide | 10/10                  |

Horses foi recebido com aclamação quase universal dos críticos de música. A jornalista musical Mary Anne Cassata disse que foi amplamente saudado como "um dos primeiros álbuns mais originais já gravados."  Revendo o álbum para a Rolling Stone, John Rockwell escreveu que Horses é "maravilhoso em grande medida porque reconhece a importância esmagadora das palavras" no trabalho de Smith, cobrindo uma gama de temas "muito além do que a maioria dos discos de rock sequer sonha." Rockwell destacou as adaptações de Smith de "Gloria" e "Land of a Thousand Dances" como os momentos mais marcantes do álbum, descobrindo que ela havia tornado as canções "muito mais expansivas do que seus criadores originais poderiam ter sonhado." Em Creem, Lester Bangs escreveu que a música de Smith "em seus momentos finais toca profundas fontes de emoção que pouquíssimos artistas do rock ou de qualquer outro lugar são capazes de alcançar", e declarou que com "sua riqueza de promessas e as mais incandescentes voos e imobilidade deste álbum, ela se junta às fileiras de pessoas como Miles Davis, Charles Mingus ou o Bob Dylan." O crítico do The Village Voice, Robert Christgau, disse que, embora o álbum não capture o humor de Smith, " consegue a fúria minimalista de sua banda e a dimensão revolucionária de seu canto muito bem.".
Horses atraiu alguns detratores da imprensa musical britânica. O crítico do Street Life, Angus MacKinnon descobriu que o som minimalista do álbum meramente refletia Smith e a incompetência musical de sua banda.  A crítica mordaz de Steve Lake de Horses para o Melody Maker atacou o álbum como uma personificação de "precisamente o que há de errado com o rock and roll agora", classificando-o como "'amadorismo' completamente inventado" com um "'tão ruim que é bom' na sua estética". Por outro lado, Jonh Ingham do Sounds, publicou uma crítica cinco estrelas de Horses, chamando-o de "o recorde do ano" e "um dos pratos mais impressionantes, dominantes e envolventes a descer pela estrada desde a Plastic Ono Band de John Lennon.". Charles Shaar Murray da NME o chamou de "um álbum em mil" e "um álbum importante em termos do que o rock pode abranger sem perder sua identidade como forma musical, na medida em que apresenta um artista com maior visão do que nunca visto na rocha por muito tempo.". O apresentador de televisão inglês e futuro cofundador da Factory Records, Tony Wilson, ficou tão entusiasmado com o disco que fez várias tentativas de contratar Smith e sua banda para uma aparição em seu programa de televisão So It Goes. 
No final de 1975, Horses foi eleito o segundo melhor álbum do ano, atrás de Bob Dylan e The Basement Tapes, no Pazz & Jop, pesquisa anual da crítica americana publicada no The Village Voice. NME colocou Horses em 13º lugar em sua lista de melhores álbuns de final de ano de 1975. De acordo com o escritor Philip Shaw em seu livro de 33º traçando o perfil do álbum, a reação entusiástica a Horses da imprensa musical rapidamente acalmou as suspeitas dos observadores de que Smith havia se vendido ao assinar com uma grande gravadora. A recepção positiva da crítica, junto com os esforços promocionais substanciais por parte da Arista, garantiu que Horses desfrutassem de vendas saudáveis, se não particularmente altas.  

## Legado e Influencia
Horses consolidaram Patti Smith como uma figura central na cena punk rock que estava surgindo na cidade de Nova York na época do lançamento do álbum. Tem sido freqüentemente citado como o primeiro álbum de punk rock, e como uma das principais gravações do movimento punk. No The Observer, Simon Reynolds escreveu: "Picando o primeiro álbum dos Ramones em cinco meses, Horses é geralmente considerado não apenas uma das estreias mais surpreendentes da história do rock, mas a centelha que acendeu o punk explosão.". Publicações como Q e a Rolling Stone classificou-o entre os melhores álbuns punk de todos os tempos. Horses é considerado um marco para a música punk e new wave, inspirando "uma energia crua, quase amadora para a primeira e crítica, envolvendo a reflexividade para a segunda", de acordo com Chris Smith em seu livro 101 Albums That Changed Popular Music (2009). Philip Shaw afirmou que o álbum "criou o modelo" para a música rock subsequente de uma sensibilidade "inteligente e autoconsciente, mas visceral e excitante", identificando sua influência no rock alternativo, indie rock e movimentos grunge que se seguiram a era punk. O crítico da Variety, David Sprague disse que "Horses - que se tornou o primeiro álbum punk-rock de uma grande gravadora quando Arista o lançou em 1975 - não só ajudou a espalhar o evangelho do Bowery Art-Punk em todo o mundo, como também deu o tom para roqueiras inteligentes e inflexíveis das gerações vindouras.".
Vários músicos atribuíram o disco como uma influência. Viv Albertine, do The Slits, afirmou que o álbum "mudou absoluta e completamente" sua vida, acrescentando: "Nós, garotas, nunca ficamos na frente de um espelho posando como se tivéssemos uma guitarra porque não tínhamos modelos. Então, quando Patti Smith apareceu junto, era enorme. Ela era totalmente diferente. " O vocalista do REM, Michael Stipe comprou uma cópia de Horses como um estudante do ensino médio e disse que o álbum 'rasgou [seus] membros fora e colocá-los novamente em uma ordem totalmente diferente', citando Smith como sua principal inspiração para se tornar um músico. Morrissey e Johnny Marr compartilharam uma apreciação pelo álbum, e uma de suas primeiras composições para os Smiths, "The Hand That Rocks the Cradle", usa uma melodia baseada na de "Kimberly". Courtney Love da banda Hole contou que ouvir Horses quando adolescente ajudou a encorajá-la a seguir uma carreira no rock, enquanto PJ Harvey comentou em 1992: "Eu ouvi Horses uma vez e foi brilhante - não tanto ela música como sua entrega, suas palavras, sua articulação. Sua honestidade.". Courtney Barnett disse que o álbum a fez repensar sua abordagem para cantar e compor: "Eu sempre fui uma cantora muito tímida e nervosa porque pensei que tinha que cantar de uma maneira particular - com uma voz muito bonita de menina. Eu não fiz ter isso, não era minha coisa natural ... Então, quando eu ouvi Patti Smith, simplesmente abriu aquela porta e me fez sentir mais confortável na forma como expressei meu canto e minhas ideias." .
Horses foi frequentemente nomeado por críticos musicais como um dos melhores álbuns de todos os tempos. Lars Brandle da Billboard escreveu que o álbum chegou a ser considerado "um dos melhores da história da música gravada". Ele apareceu em várias listas profissionais dos melhores álbuns da década de 1970 e de todos os tempos. Em 2003 e 2012, Horses foi classificado no número 44 na Rolling Stone na lista dos 500 maiores álbuns de todos os tempos, depois de colocar no número 26 em uma lista atualizada em 2020. NME nomeou-o o 12º maior álbum de todos os tempos em uma lista semelhante publicada em 2013. Em 2006, a Time nomeou Horses como um dos "All-Time 100 Albums",  e The Observer listou-o como um dos 50 álbuns que mudaram a história da música. Três anos depois, o álbum foi preservado pela Biblioteca do Congresso no Registro Nacional de Gravações por ser "culturalmente, historicamente ou esteticamente significativo". Horses foi incluído no Grammy Hall of Fame em 2021.
Para o 30º aniversário de Horses, o álbum foi tocado ao vivo na íntegra por Smith em 25 de junho de 2005 no Royal Festival Hall, durante o festival Meltdown, da curadoria de Smith. Ela foi apoiada pelos membros originais da banda Lenny Kaye e Jay Dee Daugherty, bem como Tony Shanahan no baixo e piano, Tom Verlaine na guitarra e Flea no baixo e trompete. A performance foi lançada em 8 de novembro de 2005 como o segundo disco de um CD duplo intitulado Horses / Horses, com a versão remasterizada digitalmente do álbum original de 1975, junto com a faixa bônus "My Generation". Para o lançamento, o set ao vivo foi gravado por Emery Dobyns e mixado por Dobyns e Shanahan. O álbum original também foi reeditado em forma remasterizada várias outras vezes, incluindo em 18 de junho de 1996 (tanto como um CD independente e como parte da caixa do CD The Patti Smith Masters), e em 21 de abril de 2012, em LP para a celebração do dia da loja de discos daquele ano.

## Faixas

### Lado 1
| N.º            | Título                                                             | Duração |  |
| 1.             | "Gloria (part one: "In Excelsis Deo"/ part two: "Gloria (Version)" | 5:34    |  |
| 2.             | "Redondo Beach"                                                    | 3:24    |  |
| 3.             | "Birdland"                                                         | 9:16    |  |
| 4.             | "Free Money"                                                       | 3:47    |  |
| Duração total: | Duração total:                                                     | 22:21   |  |

### Lado 2
| N.º            | Título                                                                                   | Duração |  |
| 1.             | "Kimberly"                                                                               | 4:26    |  |
| 2.             | "Break It Up"                                                                            | 4:05    |  |
| 3.             | "Land (part one: Horses/ part two: "Land of a Thousand Dances"/ part three: "La Mer(de)" | 9:36    |  |
| 4.             | "Elegie"                                                                                 | 2:42    |  |
| Duração total: | Duração total:                                                                           | 20:49   |  |

### Faixa Bônus (Relançamento em CD
| N.º            | Título                    | Duração |  |
| 1.             | "My Generation (Ao Vivo)" | 3:16    |  |
| Duração total: | Duração total:            | 46:09   |  |

## Ficha Técnica

### Banda
- Patti Smith – voz, guitarra
- Lenny Kaye – guitarra, baixo, vocal
- Jay Dee Daugherty – Bateria
- Ivan Kral – Baixo, guitarra, vocal
- Richard Sohl – teclado

Pessoal adicional
- John Cale  - produção
- Frank D'Augusta - som
- Bob Heimall - design
- Bernie Kirsh - engenharia, masterização
- Allen Lanier  - guitarra em "Elegie"
- Bob Ludwig  - masterização
- Robert Mapplethorpe  - fotografia
- Tom Verlaine  - guitarra em "Break It Up"

## Parada
| Ano  | Parada                         | Posição |
| ---- | ------------------------------ | ------- |
| 1976 | Estados Unidos (Billboard 200) | 47      |
| 1976 | Canadá (RPM)                   | 52      |
| 1976 | Holanda (Album Top 100)        | 18      |
| 1976 | Austrália (Kent Music Report)  | 80      |
| 1976 | Bélgica (Ultratop Flanders)    | 18      |
| 2015 | Bélgica (Ultratop Flanders)    | 37      |
| 2007 | Japão (Oricon)                 | 200     |
| 2007 | Reino Unido (OCC)              | 157     |

### Certificações
| Região                | Certificação | Cópias  |
| --------------------- | ------------ | ------- |
| Austrália (ARIA)      | Ouro         |         |
| Reino Unido (BPI)     | Ouro         |         |
| Estados Unidos (RIAA) |              | 350,000 |

## Referencias
1. 1 2 3  «Horses by Patti Smith | Billboard 200 Chart». Billboard. Consultado em 23 de junho de 2021
2. ↑  «Intersections: Patti Smith, Poet Laureate of Punk». NPR.org (em inglês). Consultado em 23 de junho de 2021
3. 1 2 3  «HOW WE MET». The Independent (em inglês). 18 de setembro de 2011. Consultado em 23 de junho de 2021
4. ↑  «A homage to Patti Smith's iconic debut album Horses by Lenny Kaye, The Slits and more». The Independent (em inglês). 1 de junho de 2015. Consultado em 23 de junho de 2021
5. ↑  «The 50 Albums That Shaped Punk Rock». Consequence (em inglês). 8 de janeiro de 2018. Consultado em 23 de junho de 2021
6. ↑  Horses - Patti Smith | Songs, Reviews, Credits | AllMusic (em inglês), consultado em 23 de junho de 2021
7. ↑  Murphy, Peter. «Remember this classic album: Patti Smith's Horses». Hotpress. Consultado em 23 de junho de 2021
8. 1 2  «Patti Smith | Biography & History». AllMusic (em inglês). Consultado em 23 de junho de 2021
9. ↑  «Patti Smith: where to start in her back catalogue». the Guardian (em inglês). 10 de junho de 2020. Consultado em 23 de junho de 2021
10. ↑  Inc, CMJ Network (abril de 1999). CMJ New Music Monthly (em inglês). [S.l.]: CMJ Network, Inc.
11. 1 2  Staff, Guardian (22 de maio de 2005). «Interview: Patti Smith». the Guardian (em inglês). Consultado em 23 de junho de 2021
12. ↑  Redondo Beach - Patti Smith | Song Info | AllMusic (em inglês), consultado em 23 de junho de 2021
13. ↑  December 13, James StaffordPublished:; 2015. «How Patti Smith Made a Definitive Opening Statement With 'Horses'». Ultimate Classic Rock (em inglês). Consultado em 23 de junho de 2021
14. ↑  «Patti Smith: punk's poet laureate heads back on the road for her sins». the Guardian (em inglês). 17 de abril de 2015. Consultado em 23 de junho de 2021
15. ↑  Nast, Condé. «The Torch Singer». The New Yorker (em inglês). Consultado em 23 de junho de 2021
16. ↑  Kot, Greg. «Patti Smith on literary heroes, role models and Sinatra». chicagotribune.com. Consultado em 23 de junho de 2021
17. ↑  «Patti Smith Discusses Her Influences - Nymag». New York Magazine (em inglês). Consultado em 23 de junho de 2021
18. ↑  «The 150 Greatest Albums Made By Women». NPR.org (em inglês). Consultado em 23 de junho de 2021
19. ↑  «Chicago Tribune - We are currently unavailable in your region». www.tribpub.com. Consultado em 23 de junho de 2021
20. ↑  Grow, Kory; Grow, Kory (7 de outubro de 2014). «Patti Smith Plans 'Horses' 40th Anniversary Shows for 2015». Rolling Stone (em inglês). Consultado em 23 de junho de 2021
21. 1 2  Canada, Library and Archives (17 de julho de 2013). «Image : RPM Weekly». www.bac-lac.gc.ca. Consultado em 23 de junho de 2021
22. ↑  Rockwell, John; Rockwell, John (12 de fevereiro de 1976). «Horses». Rolling Stone (em inglês). Consultado em 23 de junho de 2021
23. ↑  «Robert Christgau: Album: Patti Smith: Horses». robertchristgau.com. Consultado em 23 de junho de 2021
24. ↑  Ingham, Jonh (14 de junho de 2014). «Jonh Ingham - My Back Pages: La belle dame sans merci: Patti Smith: Horses (Arista Import) *****». Jonh Ingham - My Back Pages. Consultado em 23 de junho de 2021
25. ↑  «Robert Christgau: Pazz & Jop 1975: Critics Poll». robertchristgau.com. Consultado em 23 de junho de 2021
26. ↑  Dowling, Stephen. «Behind rock's finest album cover: A timeless friendship» (em inglês). Consultado em 23 de junho de 2021
27. ↑  Wolk, Jon Dolan,Jason Fine,David Fricke,Elisabeth Garber-Paul,Andy Greene,Will Hermes,Rob Sheffield,Douglas; Dolan, Jon; Fine, Jason; Fricke, David; Garber-Paul, Elisabeth; Greene, Andy; Hermes, Will; Sheffield, Rob; Wolk, Douglas (6 de abril de 2016). «40 Greatest Punk Albums of All Time». Rolling Stone (em inglês). Consultado em 23 de junho de 2021
28. ↑  Sprague, David; Sprague, David (6 de dezembro de 2005). «Patti Smith: Horses». Variety (em inglês). Consultado em 23 de junho de 2021
29. ↑  «Watch Courtney Barnett's Patti Smith's Horses tribute». Double J (em inglês). 19 de novembro de 2015. Consultado em 23 de junho de 2021
30. ↑  «Patti Smith Sings 'Aqua Teen Hunger Force' Elegy: Listen». Billboard (em inglês). Consultado em 23 de junho de 2021
31. ↑  «Acclaimed Music». www.acclaimedmusic.net. Consultado em 23 de junho de 2021
32. ↑  «500 Greatest Albums of All Time: Horses - Patti Smith | Rolling Stone Music | Lists». web.archive.org. 20 de dezembro de 2010. Consultado em 23 de junho de 2021
33. ↑  Stone, Rolling; Stone, Rolling (22 de setembro de 2020). «The 500 Greatest Albums of All Time». Rolling Stone (em inglês). Consultado em 23 de junho de 2021
34. ↑  «The 500 Greatest Albums Of All Time: 100-1». NME (em inglês). 25 de outubro de 2013. Consultado em 23 de junho de 2021
35. ↑  Tyrangiel, Josh (25 de janeiro de 2010). «Is Horses one of the All-TIME 100 Best Albums?». Time (em inglês). ISSN 0040-781X. Consultado em 23 de junho de 2021
36. ↑  Staff, Guardian (16 de julho de 2006). «The 50 albums that changed music». the Guardian (em inglês). Consultado em 23 de junho de 2021
37. ↑  «The Sounds of Fighting Men, Howlin' Wolf and Comedy Icon Among 25 Named to the National Recording Registry». Library of Congress, Washington, D.C. 20540 USA. Consultado em 23 de junho de 2021
38. ↑  «GRAMMY Hall Of Fame 2021 Inductions Announced». GRAMMY.com (em inglês). 21 de dezembro de 2020. Consultado em 23 de junho de 2021
39. ↑  «Meltdown: Patti Smith'S Horses, Royal Festival Hall, London». The Independent (em inglês). 5 de outubro de 2011. Consultado em 23 de junho de 2021
40. ↑  «Horses [30th Anniversary Legacy Edition] - Patti Smith | Release Info». AllMusic (em inglês). Consultado em 23 de junho de 2021
41. ↑  Inc, Nielsen Business Media (8 de junho de 1996). Billboard (em inglês). [S.l.]: Nielsen Business Media, Inc.
42. ↑  Recordings, Legacy. «Legacy Recordings Rolls Out All-Star Line-Up of Limited Edition Exclusives for Record Store Day 2012 (Saturday, April 21)». www.prnewswire.com (em inglês). Consultado em 23 de junho de 2021
43. 1 2  Hung, Steffen. «Patti Smith - Horses». hitparade.ch. Consultado em 23 de junho de 2021
44. ↑  «ホーセス | パティ・スミス». ORICON NEWS. Consultado em 23 de junho de 2021
45. ↑  «Chart Log UK: DJ S - The System Of Life». www.zobbel.de. Consultado em 23 de junho de 2021
46. ↑  «AlbumsAccreds2017». web.archive.org. 27 de julho de 2020. Consultado em 23 de junho de 2021
47. ↑  «Award». BPI (em inglês). Consultado em 23 de junho de 2021
48. ↑  «Patti Smith :: Charts & Sales History». UKMIX Forums (em inglês). Consultado em 23 de junho de 2021
49. ↑  «Patti Smith, horoscope for birth date 30 December 1946, born in Chicago, with Astrodatabank biography - Astro-Databank». www.astro.com. Consultado em 23 de junho de 2021